# Classificazione viscosimetrica degli oli lubrificanti
Esistono diverse classificazioni viscosimetriche degli oli lubrificanti, tra queste le principali sono:
- Gradi ISO VG
- Numeri AGMA
- Gradi SAE
- Viscosità SUS

## Gradi ISO VG
È una classificazione molto usata per gli oli industriali, ogni grado è un intervallo di diffusività cinematica a 40 °C. Valori più alti corrispondono a viscosità più elevate.

## Numeri AGMA
È una classificazione dell'American Gear Manufacturers Association (Associazione Americana di Costruttori di Ingranaggi) ed è basata sulla diffusività cinematica a 40 °C.

## Gradi SAE
È una classificazione della Society of Automotive Engineers (SAE), degli oli in base alla loro diffusività cinematica. È usata soprattutto per gli oli trazione.
Il codice può essere costituito da un solo numero ("olio unigrado"), il quale descrive la viscosità del liquido, oppure può essere costituito da due numeri ("olio multigrado") con un'interposizione di un "W", dove il primo numero determina il valore in condizione di temperature rigide, mentre il secondo determina il valore in condizione di temperature elevate.

## Viscosità SUS
La viscosità SUS (Saybolt Universal Second), è una misura della diffusività cinematica data dalla lettura dei viscosimetri Saybolt. L'unità indica i secondi impiegati da una data quantità di olio per fluire attraverso un capillare a una certa temperatura; le temperature tipicamente usate erano 40 °C, 100 °C, 100 °F, 210 °F. Questa unità di misura è ormai poco usata, quasi solo per indicare i vari tagli di oli base.